# Carl Fehlert
Carl Gustav Fehlert (* 20. Februar 1853 in Nordkirchen; † 11. Februar 1926 in Berlin-Steglitz) war ein deutscher Ingenieur und Patentanwalt.

## Leben
Carl Fehlert war der Sohn eines Försters. Nach Abschluss der Realschule erster Ordnung in Münster war er für die Dauer eines Jahres Schüler der Königlichen Provinzialgewerbeschule in Münster. Im Herbst 1871 begann er ein Studium am Königlichen Gewerbe-Institut in Berlin, das er nach sechs Semestern mit der Note „sehr gut“ abschloss, wofür er ein Regierungsstipendium von 1500 Mark erhielt. Nach Beendigung des Studiums arbeitete Fehlert für die Maschinenbauanstalt C. Wischer in Stargard. Im Anschluss absolvierte er unter Ausnutzung seines Stipendiums eine Studienreise durch Deutschland, Österreich und die Schweiz. 1875 arbeitete er für das Patentbüro J. Brandt und G. W. v. Nawrocki. Im Folgejahr war er für einen Metallwaren-produzierenden Betrieb tätig. Im Anschluss diente Fehlert als Einjährig-Freiwilliger beim 1. Garde-Feldartillerie-Regiment. Von 1877 bis 1883 arbeitete er erneut für J. Brandt und G. W. v. Nawrocki. Danach trat er in ein das Patentbüro C. Kesseler ein, das er nach zwei Jahren mit einem Kompagnon übernahm. 1911 leitete er die Herausgabe der technischen Wörterbücher in sechs Sprachen. Als Patentanwalt betreute er unter anderem Ferdinand von Zeppelin, die Glanzstoff-Werke Elberfeld und die Mannesmannröhren-Werke. Bei letzteren war er auch als technischer Berater tätig.
Während seines Studiums war Carl Fehlert Mitglied des Akademischen Vereins Hütte. 1879 wurde er Mitglied des Vereins Deutscher Ingenieure (VDI) und des Berliner Bezirksvereins des VDI. Seit 1884 gehörte er ununterbrochen dem Vorstand des Bezirksvereins an. Von 1909 bis 1922 war er dessen Vorsitzender. Von 1910 bis 1912 war er Vorstandsmitglied für den Gesamtverein. Ab dem Jahre 1909 war Carl Fehlert auch Mitglied im neu gegründeten Verband der Deutschen Diplom-Ingenieure (VDDI). Beim VDI gehörte er dem Patentausschuss an. Daneben war Fehlert auch in einem Ausschuss zur Schulreform aktiv. 1912 wurde er Vorsitzendes des Bauausschusses für das neue Vereinshaus. Er war seit 1907 Vorsitzender der Hilfskasse deutscher Ingenieure, vorher war er bereits Schriftführer. Sowohl der VDI-Bezirksverein Berlin als auch Gesamtverein ernannten ihn später zu ihrem Ehrenmitglied. Der Bezirksverein ernannte ihn 1925 zusätzlich zu seinem Ehrenvorsitzenden.
Ebenfalls seit 1879 gehörte Carl Fehlert dem Elektrotechnischen Verein sowie dem Verein zur Förderung des Gewerbefleißes in Preußen an. Anfang der 1890er-Jahre war er Gründungsvorstandsmitglied des Vereins für gewerblichen Rechtsschutz. Fehlert war auch Gründungsmitglied der Schiffbautechnischen Gesellschaft. Dem Ausschuss des Deutschen Museums gehörte er seit 1913 an.
Im Juni 1906 wurde Carl Fehlert mit dem Roten Adlerorden vierter Klasse ausgezeichnet.
Carl Fehlert war seit 1875 verheiratet.